# Enterprise, Kansas
Enterprise là một thành phố thuộc quận Dickinson, tiểu bang Kansas, Hoa Kỳ. Năm 2010, dân số của xã này là 855 người.

## Dân số
Dân số các năm:
- Năm 2000: 836 người
- Năm 2010: 855 người